# مسجد جامع احمد
مسجد جامع احمد مربوط به دوره متاخر اسلامی دوره قاجار است و در شهرستان خاتم، بخش مروست، دهستان هرابرجان، روستای ترکان واقع شده و این اثر در تاریخ ۲۲ آبان ۱۳۸۶ با شمارهٔ ثبت ۱۹۹۱۱ به‌عنوان یکی از آثار ملی ایران به ثبت رسیده است.